# Bayerisches Polizeimuseum

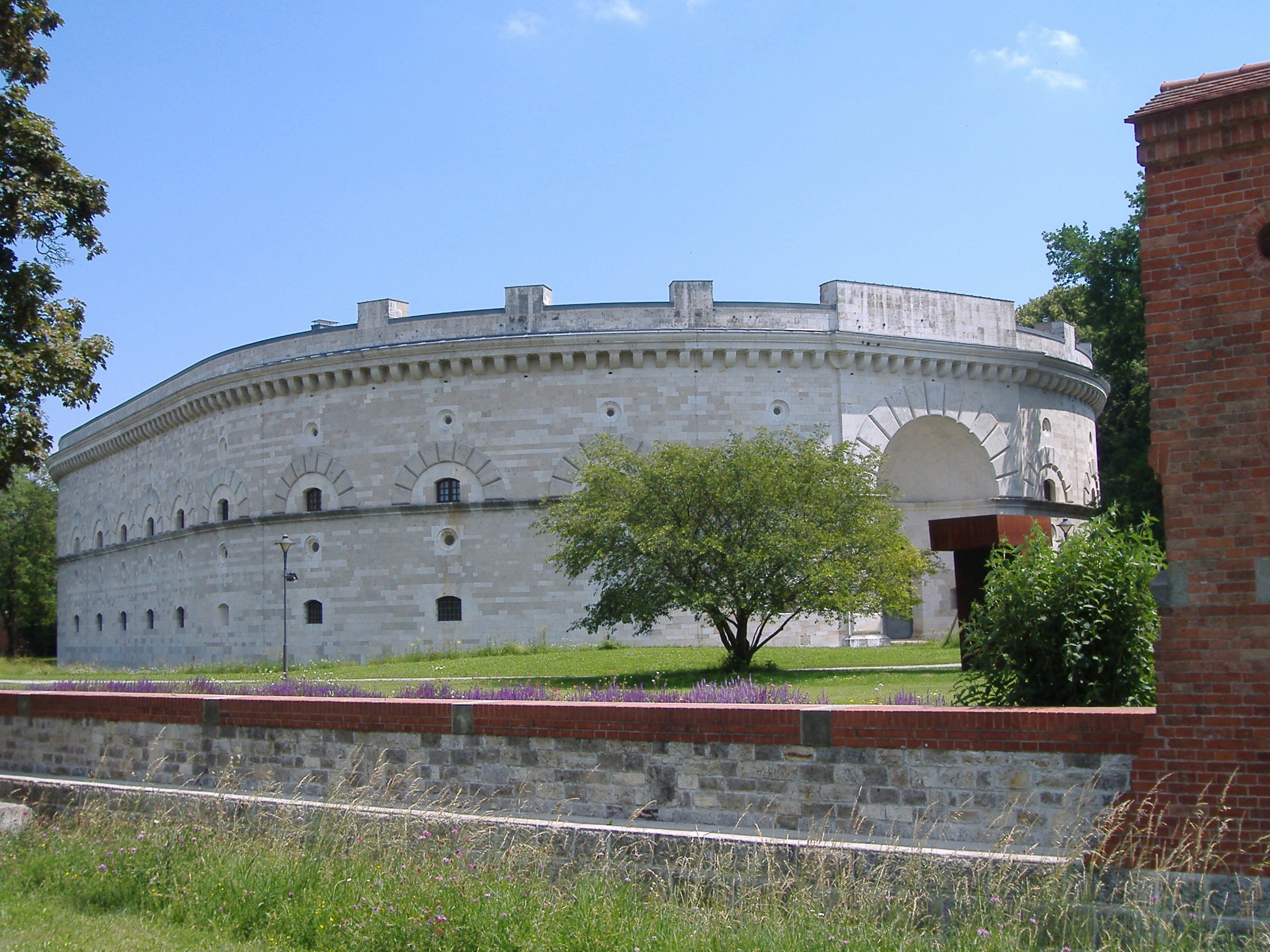
Der Turm Triva

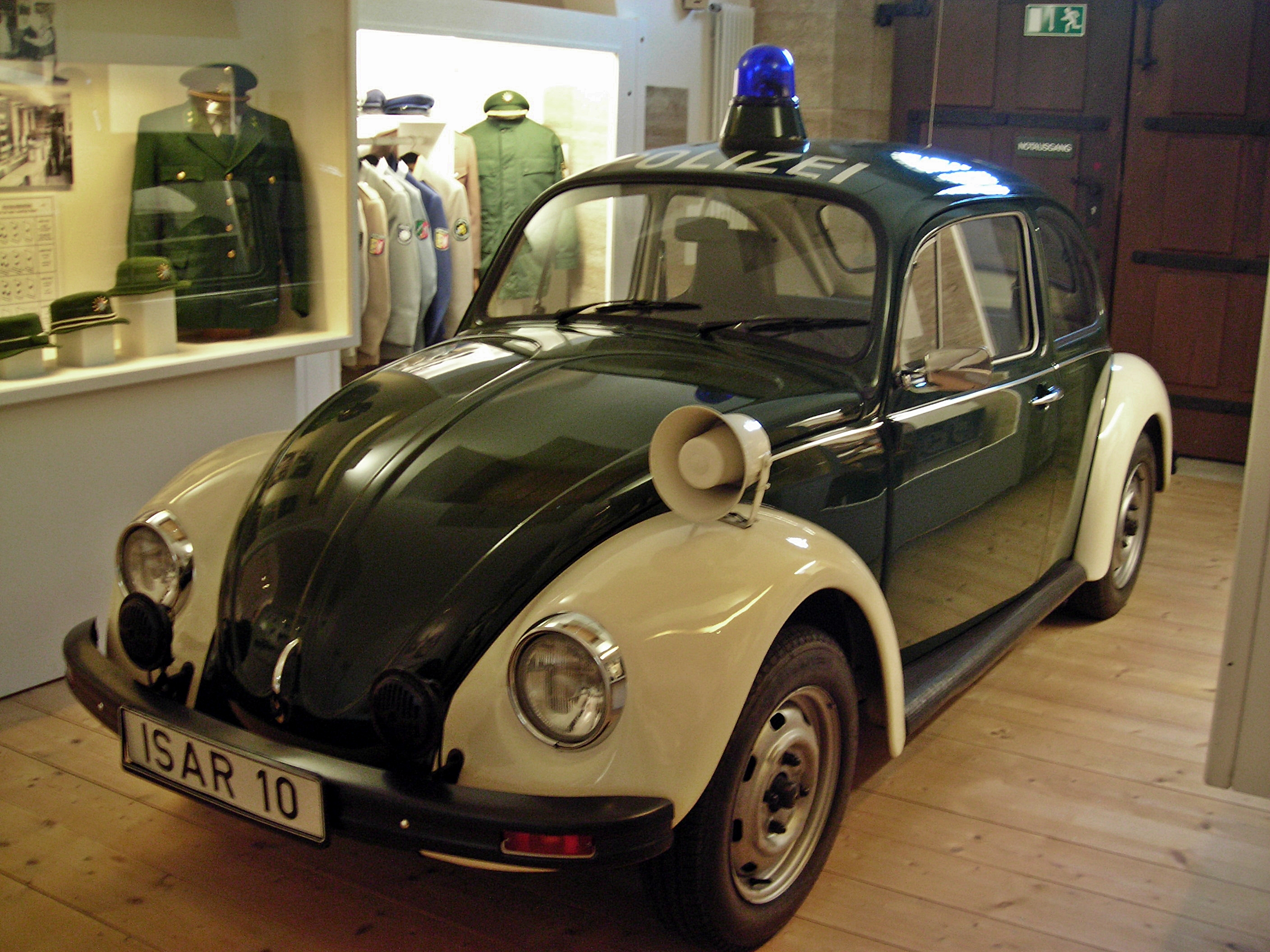
VW Käfer als Streifenwagen

Das Bayerische Polizeimuseum ist das zentrale Museum für die bayerische Polizei, beheimatet im historischen Turm Triva im Klenzepark in Ingolstadt. Es ist eine Abteilung des Bayerischen Armeemuseums. Die Eröffnung fand am 19. Dezember 2011 statt.
Das Museum umfasst eine Vielzahl von Exponaten, die bis 1918 zurück reichen und es dokumentiert die Geschichte, Organisation und Entwicklung der Polizei in Bayern seit der Revolution von 1918/19.

## Ausstellungen
Die erste Sonderausstellung des Bayerischen Polizeimuseums – „60 Jahre Polizei in Bayern“ – fand vom 26. September 2006 bis zum 23. September 2007 in den Räumen des Bayerischen Armeemuseums im Reduit Tilly in Ingolstadt statt; gezeigt wurden unter anderem Fotografien, Dokumente, Uniformen, Abzeichen, technische Ausrüstung, Fahrzeuge und Bewaffnung der Bayerischen Staatlichen Polizei bzw. anderer Polizeien in Bayern. Bis Ende 2006 besuchten 9466 Personen die Ausstellung.
Vom 23. Mai bis 2. September 2012 beherbergte das Reduit Tilly die Ausstellung Ordnung und Vernichtung – die Polizei im NS-Staat, in der sich die Deutsche Hochschule der Polizei als auch das Deutsche Historische Museum mit den Hintergründen und Akteuren auseinandersetzt.